# ایونین (کارولینای جنوبی)
ایونین(به انگلیسی: Union) شهری در ایالت کارولینای جنوبی کشور ایالات متحده آمریکا است که جمعیت آن در سرشماری سال ۲۰۱۰ میلادی، ۸٬۳۹۳ نفر بوده‌است.